# Paweł Adamczyk
Paweł Adamczyk (ur. 4 maja 1967 w Kłodzku) – polski piłkarz grający na pozycji obrońcy i pomocnika. Znany głównie z występów w Odrze Wodzisław Śląski, GKS Katowice, Śląsku Wrocław i Wiśle Kraków, w barwach której zdobył w 1999 roku mistrzostwo Polski. Były grający trener w Nysie Kłodzko. Obecnie nauczyciel wychowania fizycznego w I Liceum Ogólnokształcącym im. Bolesława Chrobrego w Kłodzku.

## Kariera
Według Transfermarkt rozegrał 91 spotkań w Ekstraklasie i strzelił 2 bramki. W Pucharze Polski zagrał w dwóch meczach.
Największy sukces odniósł w Wiśle Kraków, w której zdobył mistrzostwo Polski. Dla klubu z Krakowa rozegrał 34 spotkania.

## Osiągnięcia
1x Mistrzostwo Polski (z Wisłą Kraków) w sezonie 98/99
1x Mistrzostwo I Ligi